# Корбелецкий, Фёдор Иванович
Фёдор Ива́нович Корбеле́цкий — (ок. 1775, с. Дремайловка Нежинского уезда Киевской губернии — 21 октября (2 ноября) 1837, Пермь) — русский писатель.

## Биография
Фёдор Иванович Корбелецкий в 1794 году закончил духовную семинарию, а в 1796 году — учительскую семинарию. Затем служил учителем, помощником землемера, затем служил в Министерстве финансов, где до 1805 года был помощником столоначальника.
19 августа 1812 года Министерство финансов направило Корбелецкого из Петербурга в Москву и Калугу для решения оперативных вопросов управления финансами. Утром 25 августа он прибыл в Москву и в тот же день, выполнив возложенные на него обязанности, решил отправиться в Калугу, но не смог этого сделать, так как на постоялом дворе не было лошадей. Корбелецкий покинул Москву в ночь с 26 на 27 августа и остановился на ночлег в селе Богородицкое в семи верстах от города Верея, понадеявшись на защиту находившихся неподалёку в поле донских казаков. Однако утром 29 августа в село вошли французские войска. 29 и 30 августа Корбелецкий, уйдя в лес, пытался присоединиться к русским войскам. Вечером 30 августа он вышел на столбовую дорогу вблизи Вереи и вскоре был остановлен французским пикетом, отведен в ближайшую деревню, а на утро был отправлен под стражей в главную квартиру Наполеона, где он был «удержан при наполеоновской свите под крепчайшим караулом». Он пытался бежать из села Вяземы, где Наполеон со свитой останавливался на ночлег 1 сентября, однако был схвачен. Затем он вместе со свитой Наполеона попал в Москву, и был оставлен в Москве, при главной квартире, как человек, хорошо знающий французский язык и могущий служить проводником по столице.
Корбелецкому приходилось сопровождать Наполеона в его прогулках и близко стоять к свите императора. Эта близость, при которой не могли скрыться и некоторые интимные подробности, делает крайне интересной книгу Корбелецкого: «Краткое повествование о вторжении французов в Москву и о пребывании их в оной. С приложением оды в честь победоносного российского воинства» (СПб. 1813).
23 сентября его освободили из-под стражи и ему был выдан пропуск, в котором писалось, что он был проводником у Наполеона и его отпускают за неимением в нём надобности. Корбелецкий был отпущен вместе с русским лекарем, они были даже награждены французами сто рублёвой ассигнацией, которую далее они публично сожгли в присутствии московских жителей. Корбелецкий покинул Москву только 27 сентября, так как он решил «побыть в оной, дабы всё положение неприятеля обстоятельнее узнать, а чрез то доставить правительству нашему подробнейшее о нём сведение». Лишь 2 октября Корбелецкий добрался до Санкт-Петербурга и доложил управляющему министерством полиции С. К. Вязмитинову «обо всем виденном, слышанном и замеченном».
После возвращения в Петербург Ф. И. Корбелецкий по подозрению в измене был заключён в Шлиссельбургскую крепость, где он и написал свои записки. Записки были изданы еще во время пребывания его в крепости, разрешение цензуры на их издание датируется 17 марта 1813 года. В августе 1814 года Корбелецкий был освобожден из-за отсутствия состава преступления.
В 1816 году Корбелецкий служил бухгалтером в Петербурге и получил чин надворного советника.
Позднее, 1830 году Корбелецкий переехал в Пермь и служил в межевой конторе. В 1833 году он был уволен с формулировкой «за противозаконные действия и беспорядки», и предстал перед судом Пермской уголовной палаты.
Фёдор Иванович Корбелецкий умер в Пермской тюрьме 21 октября 1837 года.

## Оценки современников и исследователей
В заметках периода 1944-1967 гг. Савва Евсеевич Голованивский пишет:

 Маяковський мріяв про те, щоб прирівняти слово до рушниці, а Кобелецткий -- щоб до образа.— Савва Голованивский 